# Нило Круз
Нило Kруз (на испански: Nilo Cruz) е кубинско-американски драматург и педагог, носител на наградата „Пулицър“ за драма през 2003 г. за пиесата „Анна в Тропиците“ (Anna in the Tropics). Той е първият латиноамериканец, носител на наградата „Пулицьр“.

## Биография и творчество
Нило Круз е роден през 1961 г. в Матансас, Куба. Баща му е бил продавач на обувки. През 1970 г. семейството му емигрира в Маями, Флорида, в „Малката Хавана“, като по-късно те взимат американско поданство.
Интересът му към театъра датира от 1980 година, когато започва да се появява като актьор и да режисира пиеси. Той изучава театър в Miami-Dade Community College, а после се премества в New York City.
От 2001 година той работи като драматург в „Ню Тиътър“, където написва „Анна в Тропиците“ (Anna in the Tropics), която през 2003 му носи „Пулицър“ и наградата „Стейнбърг“ за най-добра нова пиеса. Една година по-късно има премиера на Бродуей с Джими Смитс в главната роля.
Круз е гей. Той има една дъщеря.

## Произведения

### Пиеси
- Dancing On Her Knees (1994)
- Night Train to Bolina (1995)
- A Park in Our House (1995)
- Two Sisters and a Piano (1998)
- A Bicycle Country (1999)
- Hortensia and the Museum of Dreams (2001)
- Anna in the Tropics (2002)
- Lorca in a Green Dress (2003)
- Beauty of the Father (2006)
- Capriccio

### Мюзикъли
- Хавана – музика Франк Уайлдхорн, стихове Джак Мърфи, по книга на Круз.

### Преводи
- A Very Old Man With Enormous Wings – пиеса за деца, която е адаптация по кьс разказ на Габриел Гарсия Маркес.
- Dona Rosita the Spinster от Федерико Гарсия Лорка.
- The House of Bernarda Alba от Федерико Гарсия Лорка.
- Life is a Dream от Педро Калдерон де ла Барка.